# Cette mer qui nous entoure (film)
Pour plus de détails, voir Fiche technique et Distribution.
Cette mer qui nous entoure (The Sea Around Us) est un film documentaire américain réalisé par Irwin Allen, sorti en 1953. Ce documentaire, inspiré du livre du même nom écrit par Rachel Carson, raconte la vie dans les océans et la vie des océans.
Le film obtient l'Oscar du meilleur film documentaire lors de la 25e cérémonie des Oscars, en 1953

## Fiche technique
- Titre français : Cette mer qui nous entoure
- Titre original : The Sea Around Us
- Réalisation : Irwin Allen
- Scénario : Irwin Allen d'après un livre de Rachel Carson
- Musique : Paul Sawtell
- Montage : Doane Harrison
- Effets spéciaux visuels : Linwood G. Dunn
- Producteur : Irwin Allen
- Producteur associé : George E. Swink
- Sociétés de production : RKO Radio Pictures - Irwin Allen Productions
- Sociétés de distribution : RKO Radio Pictures
- Pays d'origine :  États-Unis
- Langue : Anglais
- Format : Couleurs (Technicolor) — 35 mm — 1,37:1 — Son : Mono  (RCA Sound System)
- Genre : Film documentaire
- Durée : 62 minutes
- Dates de sortie :
  -  États-Unis : 30 juin 1953

## Distribution
- Don Forbes : Narrateur
- Theodore von Eltz : Narrateur